# Coulevon
Coulevon é uma comuna francesa na região administrativa de Borgonha-Franco-Condado, no departamento de Alto Sona. Estende-se por uma área de 2,66 km². Em 2010 a comuna tinha 173 habitantes (densidade: 65 hab./km²).